# Corazón valiente
Corazón valiente es una telenovela estadounidense producida por Telemundo Studios para Telemundo en 2012.
Está protagonizada por Adriana Fonseca y José Luis Reséndez; coprotagonizada por Ximena Duque y Fabián Ríos, con las participaciones antagónicas de Aylín Mujica, Manuel Landeta y Gabriel Valenzuela. Con las actuaciones estelares de Vanessa Pose y Jon Ecker y las participaciones especiales de Sonya Smith y Jorge Luis Pila.
A finales de agosto de 2012, la telenovela entró en su segunda etapa, trayendo consigo una nueva pareja co-protagónica: Gabriel Porras y Brenda Asnicar y con las participaciones antagónicas de Gregorio Pernía, Miguel Varoni y Sandra Beltrán. Con las actuaciones estelares de Alba Roversi, Angeline Moncayo, Daniela Navarro y Pablo Azar.
Al igual que con la mayoría de sus otras telenovelas, la cadena de televisión transmitió la telenovela con subtítulos en inglés como CC3.

## Sinopsis
Esta es la historia de la amistad entre dos niñas en una remota ciudad mexicana llamada Valle de Bravo. Ángela Valdez, humilde y dulce, era la hija de Miguel Valdez (Jorge Luis Pila), el guardaespaldas de la poderosa y adinerada familia Sandoval Navarro. Samantha Sandoval Navarro era la niña rica custodiada por Miguel Valdez. Las vidas de las dos niñas cambiaron cuando Samantha fue secuestrada y Miguel Valdez sacrificó su vida para salvarla. Después de lo sucedido, las niñas fueron separadas.
Ángela y Samantha vuelven a reencontrarse al cabo de dieciocho años. Ángela (Adriana Fonseca) está casada con Luis Martínez (Gabriel Valenzuela); tiene una hija, Violeta (Nicole Arci), y trabaja como repostera. Por su parte, Samantha (Ximena Duque) trabaja como guardaespaldas. A Samantha se le ocurre la idea de invitar a Ángela a trabajar con ella; Ángela acepta y le asignan la misión de proteger a Génesis Arroyo (Briggitte Bozzo), la hija de un abogado multimillonario llamado Juan Marcos Arroyo (José Luis Reséndez) que está infelizmente casado con Isabel Uriarte (Sonya Smith), una mujer soberbia y malvada que le es infiel hasta con su propio guardaespaldas. Por su parte, a Samantha le mandan proteger a Willy del Castillo (Fabián Ríos), su primer amor, que se ha convertido en un playboy caprichoso y mujeriego. Samantha decide no revelarle nada de su pasado, pero él termina descubriendo quién es ella y el amor surge entre ambos.
Así, Ángela y Samantha tendrán que luchar con todos los obstáculos que les pondrán sus enemigos para poder ser felices con las personas que aman y siempre teniendo un "Corazón valiente".

## Reparto
- Adriana Fonseca como Ángela Valdez
  - Sofía Sanabria como Ángela, de niña
- José Luis Reséndez como Juan Marcos Arroyo
- Aylín Mujica como Fernanda del Castillo
- Ximena Duque como Samantha Sandoval Navarro
  - Emily Alvarado como Samantha, de niña
- Fabián Ríos como Guillermo «Willy» del Castillo
- Gabriel Porras como Miguel Valdez Gutiérrez
- Brenda Asnicar como Fabiola Arroyo / Fabiola Ferrara
- Vanessa Pose como Emma Arroyo
- Jon Ecker como Pablo Peralta
- Sonya Smith como Isabel Uriarte de Arroyo
- Jorge Luis Pila como Miguel Valdez
- Manuel Landeta como Bernardo del Castillo
- Katie Barberi como Perla Navarro
- Leonardo Daniel como Darío Sandoval
- Gilda Haddock como Estela Vda de Valdez
- Gabriel Valenzuela como Luis Martínez / Camilo Martínez
- José Guillermo Cortinez como Renzo Mancilla
- Tatiana Capote como Ofelia Ramírez
- Alejandro López como Vicente La Madrid
- Lino Martone como Diego Villareal
- Roberto Plantier como Gabriel La Madrid
- Priscila Perales como Nelly Balbuena
- Ahrid Hannaley como Cecilia de los Ríos
- Briggitte Bozzo como Génesis Arroyo
- Nicole Arci como Violeta Martínez
- Carolina Tejera como Lorena Barrios
- Angeline Moncayo como Laura Aguilar
- Alba Roversi como Nora «La Madrina»
- Daniela Navarro como Clara Salvatierra
- Pablo Azar como Gustavo Ponte
- Gregorio Pernia como Javier del Toro «El Verdugo» / Javier Falcón
- Leslie Stewart como Thelma Colmenares de Aragón[3]
- Miguel Varoni como Jesús Matamoros «El Mesiás»
- Germán «Tuto» Patiño como Cayetano «Ringo» Rodríguez
- María del Pilar Pérez como María Fernanda Arroyo del Castillo
- Ezequiel Montalt como Teniente Manuel Flores
- Sandra Beltrán como Yvonne de Matamoros «La Niña Bonita»
- Fernando Cermeño como Gael
- Jonathan Freudman como Rodrigo Sandoval
- Paloma Márquez como Sol Díaz de León
- Jamie Sasson como Paula Uriarte

## Banda sonora
| Intérprete                  | Tema                   | Personaje(s)                          |
| --------------------------- | ---------------------- | ------------------------------------- |
| Flora Ciarlo                | «Corazón Valiente»     | Tema principal / Ángela y Juan Marcos |
| Amérika Jiménez             | «Por Ti y Por Mi»      | Ángela y Juan Marcos                  |
| Maribel Díaz y Ender Thomas | «Mi Primer Amor»       | Samantha y Willy                      |
| Manuela Mejía               | «Jugando a Enamorarse» | Emma y Pablo                          |
| Claudio Ledda               | «Volver a Amar»        | Miguel y Fabiola                      |
| —                           | «Pero Yo Te Extraño»   | Juan Marcos y Ángela                  |

## Premios y nominaciones
Corazón Valiente fue nominada novela del año. también fue nominada a mejor actriz y actor de reparto. fue nominada también a La pareja perfecta, El Mejor Beso, Mejor actuación en elenco de niños, El mejor video de la mala suerte y mejor banda sonora.
| Año  | Premiación        | Categoría                                           | Nominados                        | Resultados                               |          |
| ---- | ----------------- | --------------------------------------------------- | -------------------------------- | ---------------------------------------- | -------- |
| 2012 | People en Español | Mejor Telenovela                                    | Corazón Valiente                 | Nominado                                 |          |
| 2012 | People en Español | Mejor Actriz                                        | Adriana Fonseca                  | Nominada                                 |          |
| 2012 | People en Español | Mejor Actor                                         | José Luis Reséndez               | Nominado                                 |          |
| 2012 | People en Español | Mejor Actriz Secundaria                             | Ximena Duque                     | Nominada                                 |          |
| 2012 | People en Español | Mejor Actor Secundario                              | Fabián Ríos                      | Nominado                                 |          |
| 2012 | People en Español | Mejor Villano                                       | Manuel Landeta                   | Nominado                                 |          |
| 2012 | People en Español | Mejor Villana                                       | Aylín Mujica                     | Nominada                                 |          |
| 2012 | People en Español | Revelación del Año                                  | Briggitte Bozzo                  | Nominada                                 |          |
| 2012 | People en Español | Pareja del Año                                      | Ximena Duque y Fabián Ríos       | Nominados                                |          |
| 2012 | Premios tu Mundo  | Novela del Año                                      | Corazón valiente                 | Nominada                                 |          |
| 2012 | Premios tu Mundo  | Mejor Actor de Reparto                              | José Luis Reséndez               | Nominado                                 |          |
| 2012 | Premios tu Mundo  | Mejor Actriz de Reparto                             | Adriana Fonseca                  | Nominada                                 |          |
| 2012 | Premios tu Mundo  | El Mejor Villano                                    | Manuel Landeta                   | Nominado                                 |          |
| 2012 | Premios tu Mundo  | La Mejor Villana                                    | Aylín Mujica                     | Ganadora                                 |          |
| 2012 | Premios tu Mundo  | La Pareja Perfecta                                  | Ximena Duque y Fabián Ríos       |                                          |          |
| 2012 | Premios tu Mundo  | El Mejor Beso                                       | Ximena Duque y Fabián Ríos       | Ganadores                                |          |
| 2012 | Premios tu Mundo  | Mejor Actuación en Elenco de Niños                  | Emily Alvarado                   | Nominada                                 |          |
| 2012 | Premios tu Mundo  | Mejor Actuación en Elenco de Niños                  | Briggitte Bozzo                  | Nominada                                 |          |
| 2012 | Premios tu Mundo  | Mejor Actuación en Elenco de Niños                  | Nicole Arci                      | Nominada                                 |          |
| 2012 | Premios tu Mundo  | Mejor Actuación en Elenco de Niños                  | El Mejor Vídeo de la Mala Suerte | El plan de seducción de Vicente sale mal | Nominado |
| 2012 | Premios tu Mundo  | Ángela confunde al dueño de la casa con el empleado | El Mejor Vídeo de la Mala Suerte | Nominado                                 |          |
| 2012 | Premios tu Mundo  | Mejor Canción                                       | Mi primer amor                   | Nominada                                 |          |
| 2013 | Miami Life Awards | Mejor Telenovela                                    | Corazón Valiente                 | Nominado                                 |          |
| 2013 | Miami Life Awards | Mejor Protagonista Femenino de Telenovela           | Ximena Duque                     | Nominada                                 |          |
| 2013 | Miami Life Awards | Mejor Protagonista Femenino de Telenovela           | Adriana Fonseca                  | Nominada                                 |          |
| 2013 | Miami Life Awards | Mejor Protagonista Masculino de Telenovela          | José Luis Reséndez               | Nominado                                 |          |
| 2013 | Miami Life Awards | Mejor Protagonista Masculino de Telenovela          | Fabián Ríos                      | Nominado                                 |          |
| 2013 | Miami Life Awards | Mejor Actriz de Reparto de Telenovela               | Brenda Asnicar                   | Nominada                                 |          |
| 2013 | Miami Life Awards | Mejor Actriz Villana de Telenovela                  | Aylín Mujica                     | Ganadora                                 |          |
| 2013 | Miami Life Awards | Mejor Actor Villano de Telenovela                   | Manuel Landeta                   | Nominado                                 |          |
| 2013 | Miami Life Awards | Mejor Actor Villano de Telenovela                   | Gabriel Valenzuela               | Ganador                                  |          |
| 2013 | Miami Life Awards | Mejor Primera Actriz                                | Alba Roversi                     | Nominada                                 |          |
| 2013 | Miami Life Awards | Mejor Actriz Revelación                             | Briggitte Bozzo                  | Nominada                                 |          |
| 2013 | Miami Life Awards | Mejor Actriz Revelación                             | Emily Alvarado                   | Nominada                                 |          |
| 2013 | Miami Life Awards | Mejor Actriz Revelación                             | Nicole Arci                      | Nominada                                 |          |
| 2013 | Miami Life Awards | Mejor Actriz Revelación                             | Sofía Sanabria                   | Nominada                                 |          |
| 2013 | Miami Life Awards | Mejor Telenovela                                    | Corazón Valiente                 | Ganadora                                 |          |